# Colibrí cuallarg de Letícia
El colibrí cuallarg de Letícia (Discosura letitiae) és una espècie d'ocell de la família dels troquílids (Trochilidae) que habita al nord-est de Bolívia.